# Assoluto

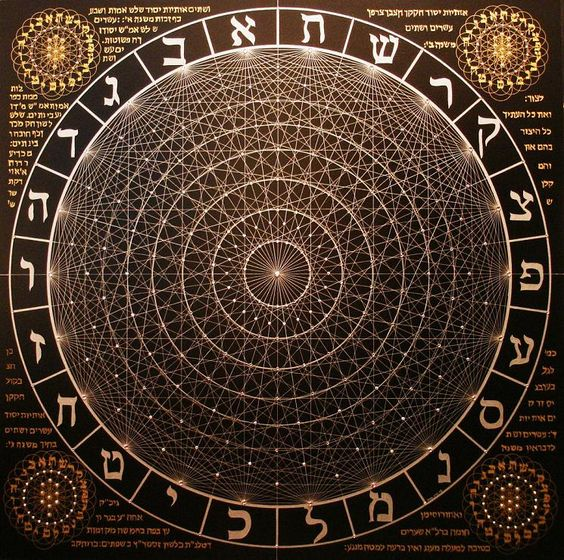
La ruota della creazione, dal testo ebraico Sefer Yetzirah, che illustra lo schema di relazioni sussistenti unicamente all'interno dell'Assoluto.

Nella storia della filosofia, l'assoluto è una realtà la cui esistenza non dipende da nessun'altra, ma sussiste in sé e per sé.

## Etimologia e storia
Etimologicamente il termine assoluto deriva dal composto latino ab + solutus, che significa «sciolto da». Platone ad esempio considerava il mondo delle idee o Iperuranio come una realtà indipendente e autonoma, appunto perché "sciolta da" ogni altra, non relativa ad altro da sé. Viceversa il mondo sensibile esiste solo in relazione alle idee, in quanto cioè dipende ontologicamente da queste ultime.

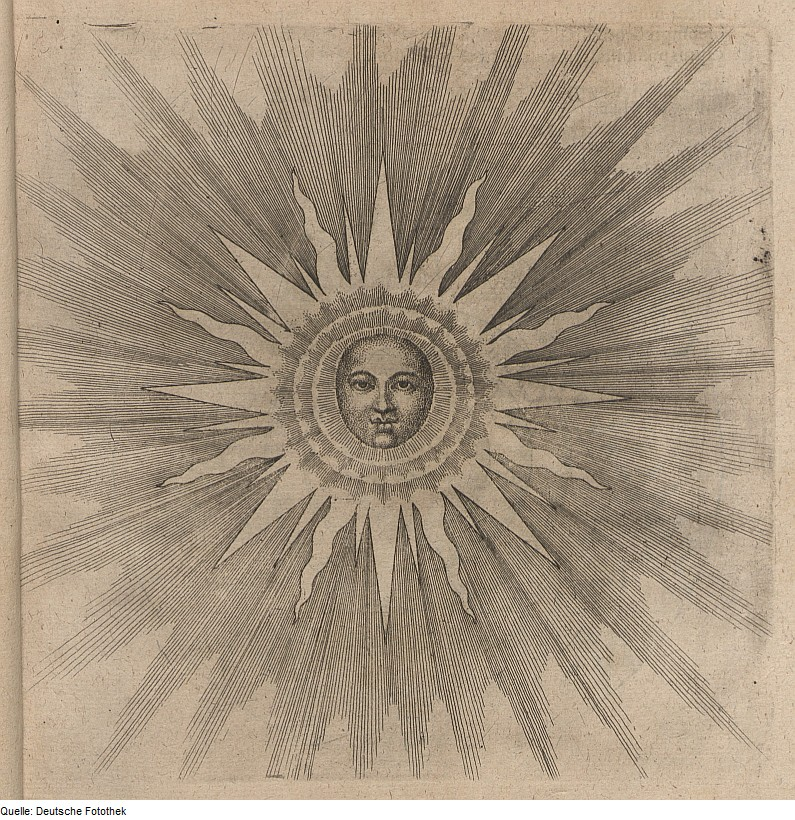
Il principio assoluto del cosmo assimilato al Sole, in quanto brilla di luce propria.

Alle Idee egli attribuiva così l'Essere di cui già parlava Parmenide, al vertice del quale pose il Bene assimilandolo al Sole, la cui luce spirituale rende possibile la visione sovrasensibile, cioè il pensare. L'assoluto è infatti quel che ha l'essere in sé e per sé, essendo causa sui (causa di sé). Relativo è invece ciò che secondo Platone non ha l'essere, bensì soltanto l'esistenza, ovvero è unicamente a partire da qualcos'altro; esistenza vuol dire infatti propriamente, in senso etimologico, "essere da", cioè ricevere l'essere da un altro (dal latino ex + sistentia).

### Dal pensiero greco alla Scolastica
In Aristotele, assoluto è l'atto puro, cioè Dio, in quanto pienamente realizzato; esso non è mosso da altro da sé, ma è piuttosto un motore che attrae verso di sé pur restando perfettamente immobile. Per Plotino esso è l'Uno, ossia una realtà suprema che non contiene al suo interno alcuna divisione: tutto è in Lui. L'Assoluto può essere compreso dal pensiero solo elevandosi al di sopra del dualismo soggetto/oggetto, attraverso l'unione mistica dell'estasi. L'uomo riesce in tal modo a porsi, come l'Uno, al di sopra del principio di non-contraddizione aristotelico, identificandosi con la sua libertà assoluta, sciolta cioè da qualsiasi necessità razionale.
Sulla scia della filosofia greca, la teologia cristiana identificherà l'Assoluto con il Dio della Rivelazione biblica. Nella Scolastica appariva allora evidente come la conoscenza filosofica dell'Assoluto dovesse passare per un atto di fede o attraverso l'immediatezza dell'intuizione: conoscere significa infatti collegare, relazionare qualcosa con altro da sé; ma poiché l'Assoluto ha già tutto dentro, non ha un termine di riferimento esterno con cui possa relazionarsi. Le cinque vie proposte da Tommaso d'Aquino per elevarsi all'intelligenza delle verità rivelate dunque consentono solamente di arrivare ad una conoscenza intuitiva dell'esistenza di Dio, senza la pretesa di dimostrarle logicamente. Esse saranno invece confuse, in epoca illuminista, con la capacità di «dimostrare» con la ragione i fondamenti della fede.

### L'età moderna
Nell'età moderna si va dalla concezione trascendente di Cusano, per il quale l'Assoluto è il punto supremo in cui gli opposti coincidono, e in cui non c'è più distinzione tra gli oggetti della molteplicità, a quella immanente di Spinoza. Quest'ultimo, mirante a ricomporre il dualismo cartesiano tra res cogitans e res extensa, sostiene che tutto in natura è causato da un principio unico e assoluto, cioè Dio, che non è da intendersi come il primo anello della catena di cause in essa presente, ma come la sostanza unitaria di questa stessa catena.

#### Da Kant all'idealismo tedesco
Il tema filosofico dell'Assoluto trova quindi uno sviluppo limitato ma fulmineo e di eccezionale rilevanza nella storia del pensiero europeo a cavallo tra il XVIII e il XIX secolo. 
Nel 1781 esce la prima edizione della Critica della ragion pura, di Immanuel Kant. L'intenzione del filosofo è di inserirsi nel dibattito sulla scienza e sui fondamenti della conoscenza, spostando l'indagine dall'ambito dell'oggetto (la natura, l'essere dell'ente) a quello del soggetto. Con la sua "rivoluzione copernicana" egli cerca di stabilire una differenza non più discutibile tra ciò che è conoscibile (fenomeno) e ciò che non lo è (noumeno), ma pone in tal modo un problema che diventerà la ragione determinante del successivo dibattito che si aprirà in Germania.

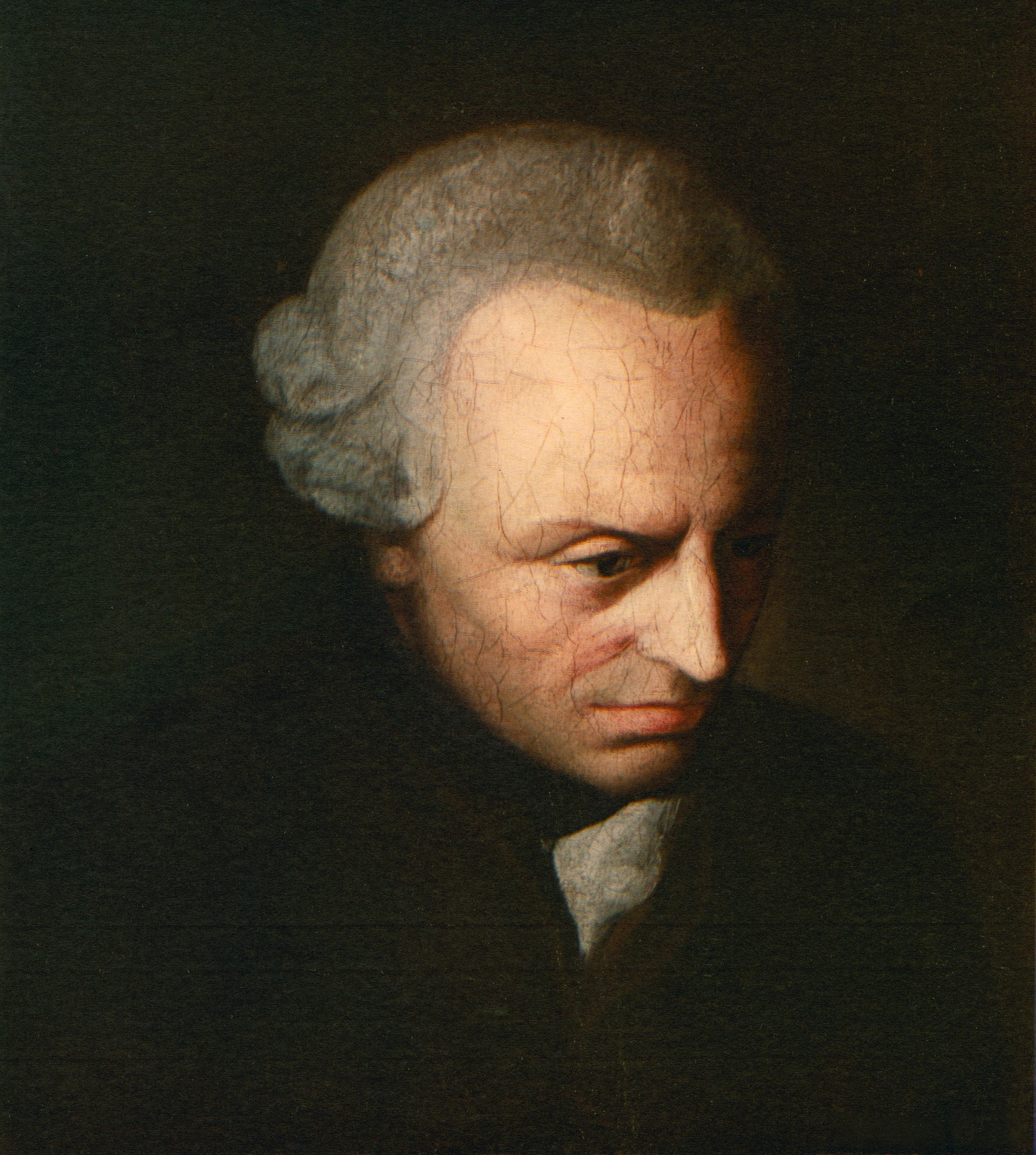
Kant

Separando la funzione teoretica della filosofia da quella pratica (o etica), egli dava infatti l'impressione di affrontare la questione senza la dovuta profondità, un elemento, questo, che devia l'attenzione dei critici e dei lettori verso esiti completamente diversi da quelli che Kant aveva immaginato. Il problema diventa infatti quello della natura "ingiustificabile" della cosa in sé, e di come superare la dicotomia kantiana tra intelletto ed esperienza, cioè in definitiva tra soggetto e oggetto.
Nel 1787 Friedrich H. Jacobi avanza le sue obiezioni sull'inconoscibilità del noumeno pubblicando David Hume sulla fede. Contemporaneamente Kant fa uscire una seconda edizione, riveduta e corretta, della Critica, proprio allo scopo di chiarire le difficoltà di interpretazione sorte attorno al noumeno e all'ipotesi dell'intuizione pura. Sempre nell'87 esce anche la Critica della ragion pratica, nella quale Kant distingue nettamente la filosofia pratica da quella teoretica: mentre la prima sa attingere all'Assoluto, perché obbedisce soltanto alle leggi che la ragione scopre dentro di sé, sul piano conoscitivo il soggetto è vincolato dai limiti fenomenici che, in quanto dotato di sensi, egli costruisce sull'oggetto.
Nel 1789 Karl Leonhard Reinhold scrive il Saggio su una nuova teoria della facoltà umana della rappresentazione; con quest'opera l'autore, che si considera un fedele seguace di Kant, cerca di unificare fenomeno e noumeno, vedendoli non più come i termini opposti di una contraddizione, ma originati dalla stessa attività unificatrice del soggetto. Secondo Reinhold cioè, la cosa in sé non è qualcosa di esterno al soggetto, ma un puro concetto (limite) appartenente alla sua stessa rappresentazione. Con quest'operazione Reinhold indirizza decisamente il dibattito verso il problema dell'assoluto che non verrà più abbandonato.
Nel 1790, mentre Salomon Maimon, con le sue Ricerche sulla filosofia trascendentale, compie il passo decisivo per inglobare il noumeno tra i fattori della coscienza, esce la Critica del giudizio, ultima delle tre opere massime di Kant, che nel dibattito in corso affianca al concetto di assoluto quello di libertà: questa infatti, secondo Kant, si ha perché il soggetto, formulando i propri giudizi estetici, non è più sottoposto alla necessità delle leggi conoscitive di causa-effetto, ma è libero nel formulare i propri legami associativi, e vive perciò la dimensione dell'assoluto che era preclusa invece alla pura ragione.

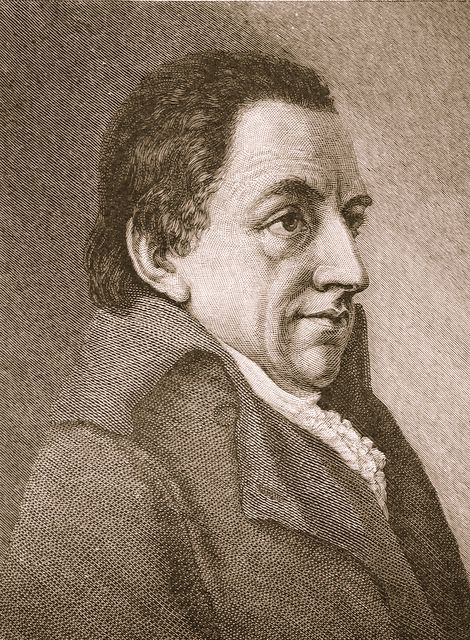
Fichte

Nel 1792 Gottlob Ernst Schulze, col suo pamphlet intitolato Enesidemo, faceva virare le teorie kantiane su posizioni scettiche. Proprio per rispondere alle obiezioni di Schulze e difendere le ragioni del criticismo, Fichte elabora, tra il '93 e il '97, i fondamenti della sua Dottrina della scienza, opera con cui si gettano le basi definitive dell'idealismo. In questo percorso, che rappresenta solo la prima fase del dibattito, l'assoluto, che appariva in Kant come il limite invalicabile dalla conoscenza umana, viene a coincidere con la coscienza stessa, trasformato nell'atto trascendentale di auto-formazione del soggetto: questi non è più limitato da un noumeno esterno, ma da un limite interno che egli si pone inconsciamente. La contrapposizione tra soggetto e oggetto viene così ricondotta a un principio unitario: l'Io assoluto. È assoluto perché illimitato, ma ad esso tuttavia si accede sempre per via etica, con un atto di libertà, perché sul piano conoscitivo permane la contrapposizione io/non-io.

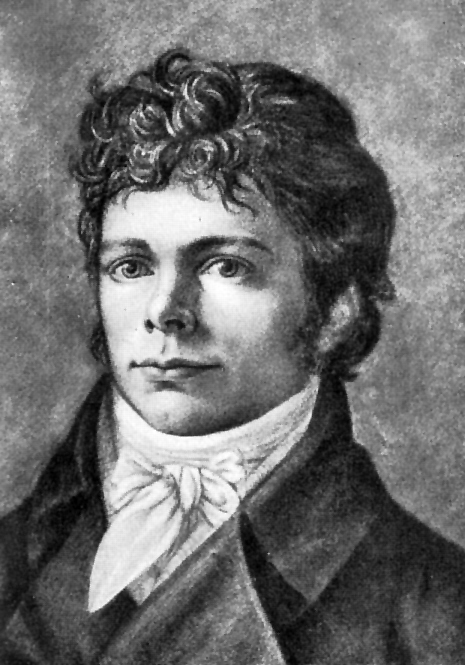
Schelling

La comparsa di Idee per una filosofia della natura di Schelling - siamo ancora nel '97, a soli 14 anni dai Prolegomeni ad ogni metafisica futura di Kant - sposta ulteriormente l'orizzonte tematico del criticismo, coinvolgendo nello scenario le figure maggiori della cultura romantica tedesca, tra le quali Schiller, Goethe, Hölderlin. Oltre a ciò, molto, se non moltissimo, contarono nella stagione schellinghiana le ricerche naturalistiche di scienziati e medici gravitanti attorno alle nuove frontiere della fisica e della chimica (le scoperte legate al magnetismo e alla funzione dell'ossigeno), e, appunto, l'impegno intellettuale di uno scrittore come Goethe attorno al nuovo filone della "Filosofia della natura". Schelling obietta che l'Io fichtiano, pur essendo assoluto e illimitato, aveva bisogno di restare vincolato al non-io, dal momento che un soggetto può esistere solo in rapporto a un oggetto. Così egli pone a principio della sua filosofia un Assoluto nel quale il soggetto e l'oggetto siano due poli con pari dignità; esso è l'unione immediata di Spirito e Natura. Con Schelling la ricerca kantiana di un principio unitario si espande così fino al limite estremo di un idealismo spinoziano di impronta panteistica, di cui sono elementi centrali l'arte e la religione.
Hegel inaugura una nuova concezione dell'Assoluto, in grado di risolvere, a suo modo di vedere, le aporie delle metafisiche precedenti, incapaci secondo lui di spiegare perché Esso abbia bisogno di generare la molteplicità. Egli Lo concepisce come l'Uno di Plotino in senso rovesciato: mentre quest'ultimo restava collocato su un piano mistico e trascendente, a partire dal quale generava il divenire e si disperdeva nel molteplice senza una ragione apparente, l'Assoluto hegeliano entra nel divenire per rendere ragione di sé. La molteplicità serve, dunque, all'Uno per poter diventare alla fine consapevole di sé, per riconoscersi, attraverso vari passaggi, in se stesso.
La prospettiva plotiniana, dove l'Uno era posto all'origine in uno stato di estasi che si affievoliva man mano che esso emanava il molteplice, risulta così capovolta: per Hegel l'Uno viene composto a partire dal molteplice e prenderà coscienza di sé solo alla fine, acquistando concretezza nel suo percorso mondano.
Questa nuova concezione comporta il sovvertimento della logica di non-contraddizione, dato che l'Uno viene ora a coincidere con il suo contrario, cioè con la molteplicità. L'Assoluto hegeliano non è più qualcosa di statico, che si trovi già «in sé e per sé», ma è un divenire, un essere per sé, la cui verità scaturisce da una dimostrazione dialettica, anziché essere posta con un'intuizione originaria. In Hegel certezza e verità tornano a coincidere, così come pensiero ed essere, ma in forma mediata (dalla ragione).

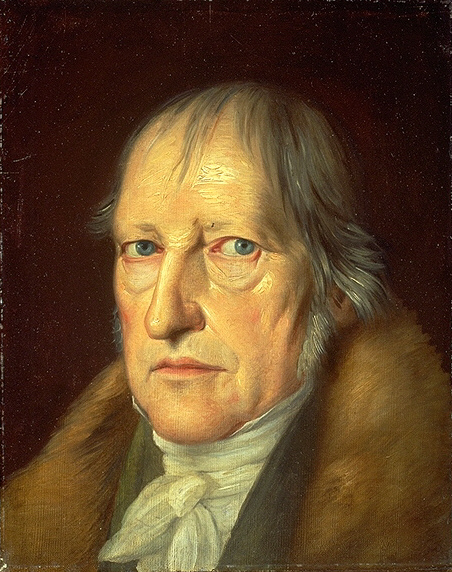
Hegel

Con Hegel la conversazione raggiunge il suo punto più alto ma anche storicamente definitivo: il compito che egli si assume è infatti quello di sanare le contraddizioni intrinseche all'atteggiamento stesso del criticismo e dell'idealismo, dovute a suo dire alla loro incapacità di spiegare perché mai l'Assoluto dovesse polarizzarsi in una dualità, soggetto e oggetto, l'uno contrapposto all'altro. Ciò riesce ad Hegel facendo rientrare la filosofia nella Storia, facendone l'esito della vita reale, e non l'antagonista, a prezzo però dell'abbandono della logica formale di non-contraddizione che aveva guidato il pensiero filosofico sin dai tempi di Parmenide e Aristotele. Con la sua rappresentazione dell'assoluto che trova la conciliazione tra gli opposti nella loro lotta e reciproca contesa, anziché in principi posti acriticamente a priori, Hegel pone fine definitivamente a quella separazione tra soggetto e oggetto che era stata la croce di tutta la filosofia post-kantiana. In questo senso, l'itinerario testuale di Hegel è quasi il segno esteriore di quell'unità di cui il suo pensiero vuol essere la più alta rappresentazione: dal primo saggio sulla Differenza tra il sistema filosofico di Fichte e quello di Schelling, passando per la Fenomenologia dello spirito, la Scienza della logica e l'Enciclopedia delle scienze filosofiche, l'opera hegeliana si pone come la completa e sistematica rappresentazione ideale della realtà - ovvero dell'assoluto.

#### Le critiche all'hegelismo
La soluzione hegeliana darà tuttavia adito a numerose critiche da parte dei suoi contemporanei: secondo Schelling, ad esempio, il pensiero può stabilire soltanto le condizioni negative o necessarie (ma non sufficienti) perché qualcosa esista; la realtà effettiva e assoluta, invece, non può essere creata, determinata dal pensiero logico, perché nasce da una volontà libera e irriducibile alla mera necessità razionale. Le condizioni positive che rendono possibile l'esistenza scaturiscono infatti da un atto incondizionato e appunto assoluto che in quanto tale è al di sopra di ogni spiegazione dialettica, mentre Hegel intendeva fare dell'Assoluto proprio il risultato di una mediazione logica, che giungerebbe a consapevolezza di sé solo a conclusione del processo dialettico.
(Schelling, Filosofia della rivelazione, Bompiani, 2002, trad. di Adriano Bausola, pag. 151)
Di diverso tenore le critiche di Marx, che pur contestando l'astrattezza dell'Assoluto di Hegel, apprezzava però l'idea della lotta come conciliazione delle controversie sociali, preferendola a quella concordia tra gli opposti postulata acriticamente a suo dire dalle dottrine teologico-filosofiche prima di lui succedutesi. Marx quindi sostituì semplicemente l'Assoluto hegeliano con la Storia, facendo di quest'ultima l'esito dello scontro tra classi contrapposte.
Tale impostazione di pensiero fu invece criticata, su altri versanti, da filosofi rivolti maggiormente a tematiche esistenziali, come Schopenhauer, o Kierkegaard, agli occhi dei quali la dottrina hegeliana appariva come la vana pretesa di comprendere razionalmente ciò che per natura può essere conosciuto solo ponendosi al di là della ragione stessa: quel che Hegel aveva creduto di trovare era in realtà una sorta di «relativo» mascherato da assoluto, non un «intero» ma soltanto la prevaricazione di una sua parte sull'altra.

## L'Assoluto nelle religioni orientali
Il professor Toshihiko Izutsu ha individuato nel buddismo il termine equivalente a quello occidentale di «Assoluto» nel sanscrito tathātā (letteralmente "il fatto di essere così"), nel cinese chēn ju ("veramente così"), nel giapponese shin-nyo, mentre nell'Islam è haqq.
( Toshihiko Izutsu, Unicità dell'esistenza, Marietti, 1991,  p. 31, ISBN 88-211-7455-7.)
Secondo la filosofia islamica del Waḥdat al-Wujūd (Unità dell'Essenza), l'Assoluto si presenta sotto due aspetti opposti, il bātin o interno e lo zāhir o esterno. Il primo è inconoscibile, il secondo è quello manifesto.